# Courcelles (Meurthe-et-Moselle)
Courcelles je francouzská obec v departementu Meurthe-et-Moselle v regionu Grand Est. V roce 2013 zde žilo 108 obyvatel.

## Poloha
Obec leží u hranic departementu Meurthe-et-Moselle s departementem Vosges. Sousední obce jsou: Aboncourt, Blémerey (Vosges), Fraisnes-en-Saintois, Grimonviller, Chef-Haut (Vosges) a Pulney.

## Vývoj počtu obyvatel
Počet obyvatel